# Madalena de La Tour de Auvérnia
Madalena de La Tour de Auvérnia (em francês:  Madeleine de La Tour d'Auvergne, 1498 – 28 de abril de 1519) foi a filha mais nova de João III de La Tour (1467 — 28 de março de 1501), Conde de Auvérnia e Lauraguais, e Joana de Bourbon-Vendôme (1465 — 1511). Ela foi a penúltima representante do ramo sênior da casa de La Tour de Auvérnia. Madalena talvez seja mais conhecida por ser a mãe de Catarina de Médici, a futura Rainha da França.

## Biografia

### Negociações de casamento
Como parte de seus esforços para ganhar poder na Itália, Francisco I de França virou-se para fazer determinadas alianças estratégicas. Em 8 de dezembro de 1515, ele e o Papa Leão X se conheceram e assinaram um acordo de amizade, em que Francisco concordou em garantir a autoridade do Vaticano sobre a Igreja Católica na França, e Leão prometeu apoiar a reivindicação de Francisco ao trono de Nápoles. Este acordo, como a maioria dos outros da época, foi cimentado com uma aliança de casamento. O sobrinho de Leão, Lourenço II de Médici, tinha acabado de se tornar o líder da república florentina em 1516. Francisco escreveu para parabenizá-lo, afirmando: "Tenho a intenção de ajudá-lo com todo o meu poder. Também quero casar você com alguma senhora bonita e boa de nascimento nobre e de minha família, de modo que o amor que eu carrego você pode crescer e ser reforçado". A "boa senhora" da proposta de Francisco: sua rica e distante parente Madeleine. Lourenço devidamente aceitou, pois foi uma grande honra estar ligada à família real francesa, especialmente desde que ele era apenas um plebeu, ainda que extremamente rico. Para Madalena e sua família, eles ficaram encantados de estarem dentro da esfera do próprio Papa.

### Festas de casamento
Ela se casou com o Duque Lourenço II de Médici no Castelo de Amboise em 05 de maio de 1518. Seu casamento foi um festival suntuoso que marcou não só a sua união, mas também o nascimento de um delfim para Francisco I. Tal como acontecia com as outras festividades oferecidas por Francisco ao longo de sua vida, a dança foi o destaque, sendo ela realizada principalmente no estilo italiano. Setenta e duas senhoras estavam disfarçadas de italianas, alemãs e outros trajes elegantes, para fazer uma exibição bastante rica de seda e de cor. Francisco deu a Madeleine 10 mil moedas de ouro, enquanto Lourenço ofereceu ricos presentes a nobreza da França.

### Morte
Ela morreu na Itália, pouco antes de seu marido em 28 de abril do ano seguinte, do que se acredita ter sido a peste (alguns especulam que ele pode ter tido sífilis, que teria sido transmitida a ela). Ela tinha acabado de dar à luz uma filha, Catarina de Médici (1519-1589), a futura rainha consorte da França.

### Herança
Como ambos os pais foram mortos, Madalena e sua irmã mais velha, Ana, compartilharam extensas propriedades em Auvérnia, Clermont, Berry, Castres, e Louraguais. Ana herdou Auvérnia e se casou com John Stewart, segundo duque de Albany em 1505. Ela sobreviveu a Madalena por cinco anos, mas morreu sem filhos, passando os Condados de Auvérnia e de Boulogne, bem como o título de Barão de La Tour para a sua filha Catarina de Médici, e em seguida, para a coroa francesa.